# Rochefort (öl)

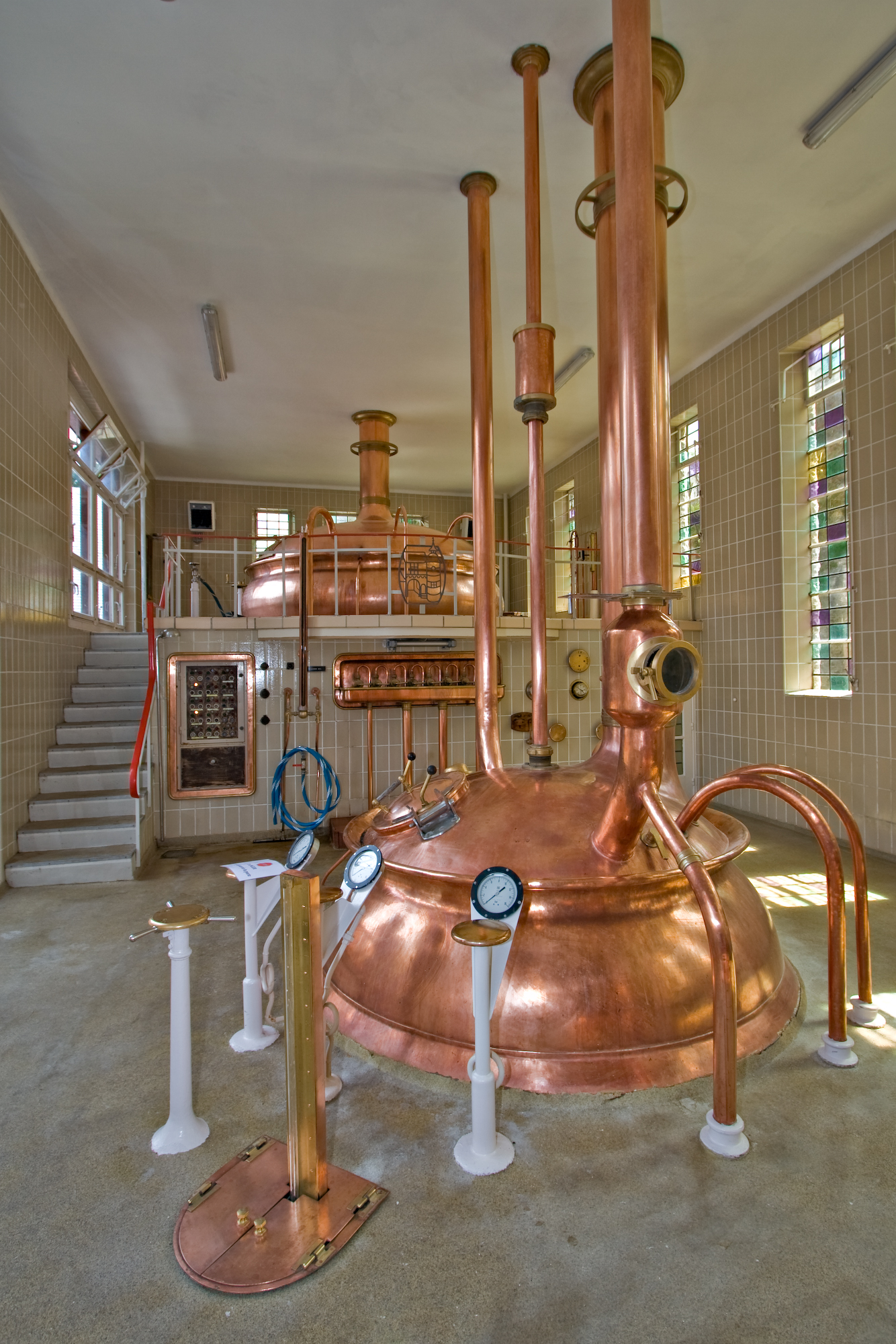
Rochefort-bryggeriet

Rochefort är ett trappistöl bryggt i Abbaye de Notre-Dame de Saint-Remy, ett kloster utanför Namur i regionen Vallonien i Belgien. Klostret som tillhör Trappistorden (ursprungligen en gren inom Cisterciensorden) är ett av för tillfället tio kloster som får kalla sitt öl för äkta trappistöl.

## Historia
Den första bryggeriverksamheten i klostret skedde redan 1595 av Cisterciensermunkar. Genom århundraden har klostret förstörts och återuppbyggts ett flertal gånger. Senaste totala förstörelsen skedde 1789 och senaste återuppbyggnaden 1887. Ölproduktionen återupptogs 1899. I december 2010 härjades klostret av en häftig brand men bryggeriet och största delen av klostret klarade sig intakt.
Trappistbröderna, som lever ett strängt och tillbakadraget liv, låter sig inte påverkas av tidens trender och nycker utan brygger endast vad som krävs för att överleva. Eventuellt överskott går till välgörande ändamål vilket är en av föresatserna för att få kalla sitt öl Trappist.

## Ölsortiment

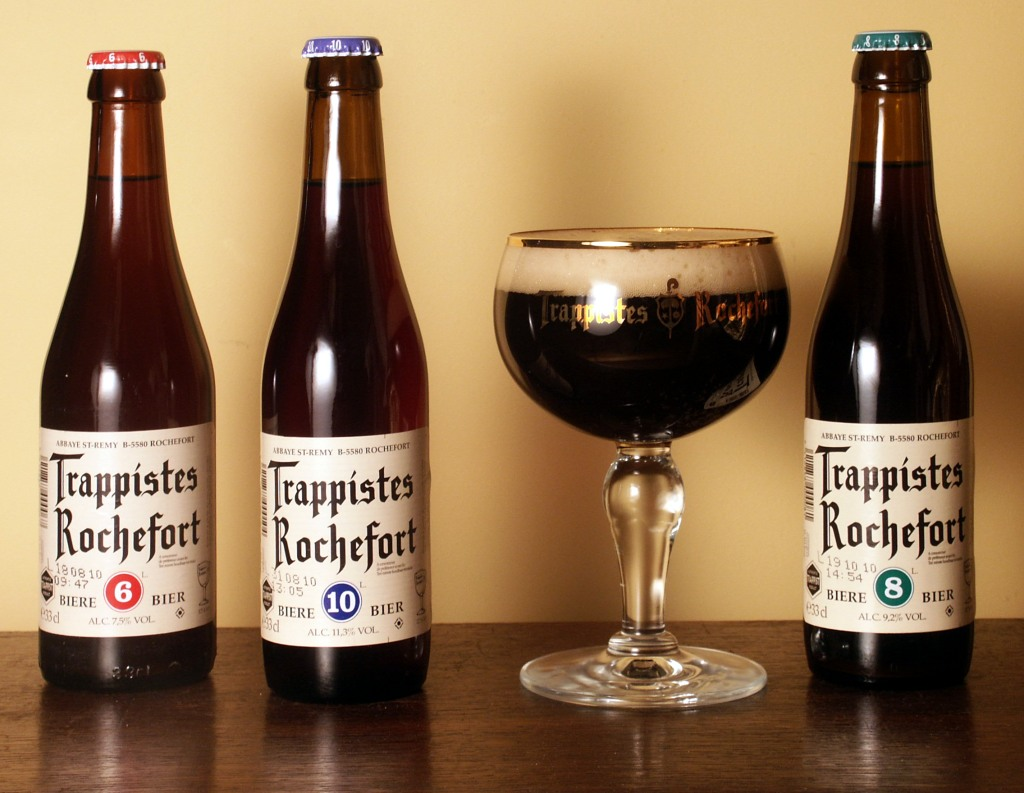
Ölsortimentet

Sortimentet utgörs av tre sorters öl. De säljs på vanlig flaska (330 milliliter). Ölproduktionen uppgår till cirka 18 000 hektoliter per år.

### Rochefort 6
Bryggs endast en gång om året och utgör en procent av den totala produktionen.
- Alkoholhalt: 7,5 volymprocent
- Smak:
- Färg:
- Doft:
- Övrigt: Röd kapsyl. Finns i dagsläget i Systembolagets beställningssortiment.

### Rochefort 8
- Alkoholhalt: 9,2 volymprocent
- Smak: Komplex, kryddig smak med liten sötma, inslag av pomerans, dadlar, apelsinblommor, örter och sirapslimpa.
- Färg: Rödbrun färg.
- Doft: Komplex, kryddig doft med inslag av pomerans, dadlar, apelsinblommor, ljus sirap och hallon.
- Övrigt: Grön kapsyl. Ingår i dagsläget i Systembolagets beställningssortiment.

### Rochefort 10
- Alkoholhalt: 11,3 volymprocent
- Smak: Nyanserad, maltig smak med sötma, inslag av kryddor, mörk choklad, torkad frukt och farin. Jästfällning.
- Färg: Oklar, brun färg.
- Doft: Nyanserad, blommig doft med inslag av kryddor, farinsocker, kavring och torkad frukt.
- Övrigt: Blå kapsyl. Ingår periodvis i Systembolagets beställningssortiment.